# Нортон-Сентер (Массачусетс)
Нортон-Сентер (англ. Norton Center) — переписна місцевість (CDP) в США, в окрузі Бристоль штату Массачусетс. Населення — 2677 осіб (2020).

## Географія
Нортон-Сентер розташований за координатами 41°58′26″ пн. ш. 71°11′18″ зх. д. / 41.97389° пн. ш. 71.18833° зх. д. (41.973891, -71.188455).  За даними Бюро перепису населення США в 2010 році переписна місцевість мала площу 4,67 км², з яких 4,39 км² — суходіл та 0,27 км² — водойми.

## Демографія
Згідно з переписом 2010 року, у переписній місцевості мешкала 2671 особа в 446 домогосподарствах у складі 319 родин. Густота населення становила 572 особи/км².  Було 469 помешкань (101/км²).
Расовий склад населення:
| - 88,5 % — білих - 3,6 % — чорних або афроамериканців - 3,5 % — азіатів - 0,1 % — вихідців з тихоокеанських островів - 0,1 % — корінних американців - 1,7 % — осіб інших рас |

До двох чи більше рас належало 2,4 %. Частка іспаномовних становила 4,0 % від усіх жителів.
За віковим діапазоном населення розподілялося таким чином: 12,5 % — особи молодші 18 років, 83,3 % — особи у віці 18—64 років, 4,2 % — особи у віці 65 років та старші. Медіана віку мешканця становила 21,5 року. На 100 осіб жіночої статі у переписній місцевості припадало 89,4 чоловіків;  на 100 жінок у віці від 18 років та старших — 89,3 чоловіків також старших 18 років.
Середній дохід на одне домашнє господарство  становив 110 923 долари США (медіана — 113 208), а середній дохід на одну сім'ю — 114 267 доларів (медіана — 114 318). Медіана доходів становила 53 235 доларів для чоловіків та 58 750 доларів для жінок. За межею бідності перебувало 14,7 % осіб, у тому числі 0,0 % дітей у віці до 18 років та 0,0 % осіб у віці 65 років та старших.
Цивільне працевлаштоване населення становило 1411 осіб. Основні галузі зайнятості: освіта, охорона здоров'я та соціальна допомога — 32,9 %, мистецтво, розваги та відпочинок — 18,3 %, роздрібна торгівля — 15,3 %.